# 林宗正
林宗正（1950年3月4日—），出生於臺南，家中的長男。父親林占鰲在日治時期為蔡培火門生，加入台灣文化協會參與文化起蒙與抗日運動，開設興文齋書局、創辦台南光華女中、崑山中學，也因蔡培火與其他友人影響而轉向篤信基督教，行為處事效法甘地精神，提倡不合作運動抵抗日本殖民統治，林宗正的人格因而自幼就深受父親所影響。1979年自台南神學院研究所畢業，開啟神職工作，對草根人物與鄉土有濃厚的關懷。1980年擔任長老教會台南區大專中心傳道師、牧師。1985年至海外受URM培訓後返台，接任台灣URM主席，擔任講師教導並培育組織工作人力。林宗正參於鄭南榕發起台南二二八平反遊行、蔡許案大遊行、教會公報遊行、拉倒吳鳳銅像、一○○行動聯盟，是民主進步黨創黨黨員。

## 生平

### 原生家庭
父親林占鰲深深影響林宗正，林占鰲年少的志向本來是當和尚，但至廈門的佛寺後，才發現內部的和尚之間竟因貧富差距而遭受不同的待遇，這與他心中所想的眾生平等的佛教教義相違背，於是林占鰲離開該佛寺，回到台南，並在老師蔡培火的影響下加入臺灣文化協會，轉而從事文化革命，後來也因蔡培火和其他友人而開始信仰基督教。。

### 台南神學院
林宗正於大學畢業後，以公費生的身分就讀台南神學院的研究所，就讀期間開始參加社會運動，就讀期間開始參加社會運動。林宗正於1979年以第一名的成績畢業，起初他並不打算從事神職工作，但後來在父親與老師的說服下，林宗正還是開啟了他的神職之路。

### 南門教會[4]
1971年，林宗正一家從民權路搬家至府前路，因而加入了南門教會，林宗正認為這次搬家是他人生的轉捩點，妻子假日時常推著父親林占鰲至南門教會做禮拜，並得到了許多鼓勵與動力，這裡溫暖的牧師與教友也吸引著林宗正，因此他更進一步希望自己能回饋教會，於是他先是擔任了主日學的代課教員，後來愈發受吸引，夫婦皆報名了信徒事工班，與教會以及信仰之間的關係更加緊密，後來持續參加各樣的服務活動，又於福華佈道所負責社區工作以及主日禮拜，林宗正持續於南門教會參加許多服務活動，同時間，台灣開始有許多社會運動，他也與教會的同仁一起加入行列。

### 黨外運動人士
林宗正是在某次的「台灣民主運動」的演講時遇見鄭南榕，這是他們的第一次見面。林宗正經常閱讀鄭南榕所出刊的《自由時代》的雜誌，是鄭南榕雜誌的忠實讀者。1987年和鄭南榕一起走上街頭，為了爭取「二二八和平日」而遊行，希望可以把二二八事件的真相告知大眾、為那些被害者伸張正義。。1989年4月7日，鄭南榕拒絕被逮捕，憤而自焚以示決心，事件發生後林宗正得知鄭南榕自焚身亡的消息時感到十分悲傷。

### 台灣基督長老教會
林宗正是台灣基督長老教會的牧師，在台灣戒嚴時期，基督長老教會所出版的《教會公報》，是第一個出版二二八事件與平反運動的刊物。因為挑戰威權的意味濃厚，也因此被當局注意，警備總部沒收了將近九千份的刊物，林宗正則為了抗議這件事而召集許多牧師，上街抗議，促成教會公報遊行，起初警備總部仍堅持不歸還教會公報，所以教會方動員了第二次抗爭，聚集上千位牧師及教友，為了避免事態惡化，台南市長出面代表警備總部向基督長老教會道歉。
台灣基督長老教會歷經許多不同的政權統治，包括滿清、日本、國民黨政權，歷史相當悠久，經歷了二二八事件、白色恐怖、美麗島事件等等。

## 活動

### 基督教城鄉宣教運動 (URM)
1985年，林宗正赴美國、日本、加拿大進行城鄉宣教運動 (URM) 之受訓，並將其組織訓練帶回台灣。URM係為一套擁有六大主張主張的組織訓練模式，以關懷弱勢群眾為出發點，例如原住民、婦女、勞工等，實行社會試題分析，策畫行動方案。吳鳳拉倒銅像事件即為1988年，林宗正與第九期URM成員共同策劃。

### 挑戰威權

#### 蔡許案
1987年解嚴後，蔡有全及許曹德因在台灣政治受難者聯誼總會的演講上，說出「台灣應該獨立」六字，被捕並判刑。同年林宗正與高俊明和基督長老教會在台北市羅斯福路發起遊行聲援蔡許案，直面鎮暴警察。

#### 教會公報遊行[6]
1987年，警備總部沒收刊登二二八相關內容的《教會公報》以及《活路》後銷毀，基督長老教會中的林宗正與其同仁於當時的台南市政府前廣場示威抗議，要求宗教及言論自由，在經由市政府的斡旋後，由警備總部重新印製後歸還教會公報，是台灣史上第一次刊物遭沒收後歸還的紀錄。此事件也促使鄭南榕、林宗正及黃昭凱籌備首次的二二八平反遊行。

#### 破除吳鳳神話
1988年12月31日，林宗正率領數名鄒族青年，將嘉義車站前的吳鳳銅像拉倒。

### 二二八平反[8]
二二八和平促進會成立於1987年，宗旨為究明二二八事件之責任歸屬與真相。1987年2月15日，鄭南榕與林宗正在台南街頭舉行首場平反二二八紀念遊行，此遊行走過二二八事件時被槍殺的湯德章律師行刑處（今湯德章公園）、王育霖先生故居、台獨街。至今仍年年舉行。

### 廢除刑法100條
1987年台灣解嚴，卻仍對民主有所箝制，當時刑法一百條訂定：「意圖、預備、著手實行顛覆國家政府者，皆處重刑。」各界人士都曾因此遭到濫捕與判刑。1991年林山田、李鎮源等人以知識份子身份，共同籌組一○○行動聯盟，訴求為廢除刑法一百條、釋放政治犯，並限期執政黨回應。林宗正牧師負責組訓，籌劃國慶典禮反閱兵‧廢惡法的非暴力抗爭，因而被起訴。該行動是台灣第一次嘗試以組織性的非暴力手段對政府進行抗議。1992年，刑法一百條修正案通過。

## 外部連結
- 二二八事件紀念基金會 （页面存档备份，存于）
- 台灣教會公報 （页面存档备份，存于）
- 台灣基督長老教會 （页面存档备份，存于）